# Guy Roux
Guy Roux (Colmar, 18 ottobre 1938) è un ex calciatore e allenatore di calcio francese, di ruolo centrocampista, noto per aver guidato la squadra dell'Auxerre dal 1961 al 2005.
Il suo nome è legato in maniera inscindibile a quello della squadra dell'Auxerre, che ha allenato per quasi 44 anni, portando il club all'ascesa nazionale ed internazionale durante gli anni novanta.
Al 2024 risulta essere il tecnico rimasto legato per più tempo alla stessa squadra del calcio professionistico di tutto il mondo, con quasi 15.000 giorni di nomina; è inoltre, con 894 panchine, l'allenatore con più presenze nella storia del campionato francese.

## Carriera

### Auxerre
Nativo di Colmar, Roux giocò con l'Auxerre per tre anni, dal 1954 al 1957; nell'anno del ritiro dal calcio giocato (1961) fu nominato allenatore dell'Auxerre, che allora militava nel Championnat National (terza divisione), accontentandosi di uno stipendio di soli 600 franchi e rifiutando di ricevere premi partita.
Nei quattro decenni trascorsi alla guida della compagine della Borgogna, Roux riuscì a conseguire risultati eccezionali: cominciò con il portare la squadra nel calcio professionistico e dagli anni ottanta si impose sul palcoscenico nazionale e internazionale. Raggiunse la finale di Coppa di Francia nel 1979 e la promozione in Division 1 nel 1980. Vinse il titolo nazionale nel 1995-1996 e quattro Coppe di Francia (1993-1994, 1995-1996, 2002-2003, 2004-2005). Conquistò anche la Coppa Intertoto e fu semifinalista di Coppa UEFA nel 1993.
È notevole come tutti questi risultati furono ottenuti senza poter contare su rilevanti capitali da investire per l'acquisto di giocatori; il fiore all'occhiello dell'Auxerre fu infatti il settore giovanile, nel quale, nel corso degli anni, ebbero inizio le carriere di giocatori diventati poi campioni di calibro mondiale, come Jean-Marc Ferreri, Éric Cantona, Basile Boli, Taribo West, Philippe Mexès, Djibril Cissé e Bacary Sagna.
Personaggio particolare ed irripetibile, Roux desiderava tenere sotto controllo i propri calciatori al punto tale da fare il giro delle discoteche della città per seguirli e controllare i contachilometri delle loro automobili, e trascorreva intere giornate al campo di allenamento per poter seguire gli allenamenti di tutte le squadre giovanili.
A seguito del suo addio (venendo sostituito da Jacques Santini), avvenuto subito dopo la conquista della quarta coppa nazionale, ancora all'apice del successo, nel giro di pochi anni l'Auxerre ha subito una netta involuzione culminata nella retrocessione in Ligue 2, al termine della stagione 2011-2012, per poi ritornare in massima serie dopo un decennio.

### Lens
Nel luglio del 2007 è ritornato a sedere su una panchina, allenando il Lens: all'età di 68 anni, Roux non avrebbe potuto più allenare per via delle norme della federazione calcistica francese, che stabiliva il limite d'età per gli allenatori a 65 anni. In seguito la federazione permette a Roux di allenare, in deroga: resta alla squadra per quattro partite di campionato e due di Coppa Intertoto 2007, lasciando l'incarico il 25 agosto 2007 dopo una sconfitta per 2-1 contro lo Strasburgo.

## Statistiche

### Statistiche da allenatore
In grassetto le competizioni vinte
| Stagione        | Squadra         | Campionato      | Campionato | Campionato | Campionato | Campionato | Coppe nazionali | Coppe nazionali | Coppe nazionali | Coppe nazionali | Coppe nazionali | Coppe continentali | Coppe continentali | Coppe continentali | Coppe continentali | Coppe continentali | Altre coppe | Altre coppe | Altre coppe | Altre coppe | Altre coppe | Totale | Totale | Totale | Totale | %Vittorie |
| Stagione        | Squadra         | Comp            | G          | V          | N          | P          | Comp            | G               | V               | N               | P               | Comp               | G                  | V                  | N                  | P                  | Comp        | G           | V           | N           | P           | G      | V      | N      | P      | %         |
| --------------- | --------------- | --------------- | ---------- | ---------- | ---------- | ---------- | --------------- | --------------- | --------------- | --------------- | --------------- | ------------------ | ------------------ | ------------------ | ------------------ | ------------------ | ----------- | ----------- | ----------- | ----------- | ----------- | ------ | ------ | ------ | ------ | --------- |
| 1961-1962       | Auxerre         | DHB             | 22         | 9          | 5          | 8          | -               | -               | -               | -               | -               | -                  | -                  | -                  | -                  | -                  | -           | -           | -           | -           | -           | 22     | 9      | 5      | 8      | 40,91     |
| 1964-1965       | Auxerre         | DHB             | 26         | 14         | 2          | 10         | -               | -               | -               | -               | -               | -                  | -                  | -                  | -                  | -                  | -           | -           | -           | -           | -           | 26     | 14     | 2      | 10     | 53,85     |
| 1965-1966       | Auxerre         | DHB             | 22         | 14         | 1          | 7          | -               | -               | -               | -               | -               | -                  | -                  | -                  | -                  | -                  | -           | -           | -           | -           | -           | 22     | 14     | 1      | 7      | 63,64     |
| 1966-1967       | Auxerre         | DHB             | 30         | 14         | 7          | 9          | -               | -               | -               | -               | -               | -                  | -                  | -                  | -                  | -                  | -           | -           | -           | -           | -           | 30     | 14     | 7      | 9      | 46,67     |
| 1967-1968       | Auxerre         | DHB             | 26         | 11         | 7          | 8          | -               | -               | -               | -               | -               | -                  | -                  | -                  | -                  | -                  | -           | -           | -           | -           | -           | 26     | 11     | 7      | 8      | 42,31     |
| 1968-1969       | Auxerre         | DHB             | 24         | 11         | 7          | 6          | -               | -               | -               | -               | -               | -                  | -                  | -                  | -                  | -                  | -           | -           | -           | -           | -           | 24     | 11     | 7      | 6      | 45,83     |
| 1969-1970       | Auxerre         | DHB             | 22         | 15         | 6          | 1          | -               | -               | -               | -               | -               | -                  | -                  | -                  | -                  | -                  | -           | -           | -           | -           | -           | 22     | 15     | 6      | 1      | 68,18     |
| 1970-1971       | Auxerre         | DN              | 24         | 11         | 8          | 5          | -               | -               | -               | -               | -               | -                  | -                  | -                  | -                  | -                  | -           | -           | -           | -           | -           | 24     | 11     | 8      | 5      | 45,83     |
| 1971-1972       | Auxerre         | D3              | 26         | 12         | 7          | 7          | -               | -               | -               | -               | -               | -                  | -                  | -                  | -                  | -                  | -           | -           | -           | -           | -           | 26     | 12     | 7      | 7      | 46,15     |
| 1972-1973       | Auxerre         | D3              | 30         | 14         | 4          | 12         | CF              | 2               | 0               | 1               | 1               | -                  | -                  | -                  | -                  | -                  | -           | -           | -           | -           | -           | 32     | 14     | 5      | 13     | 43,75     |
| 1973-1974       | Auxerre         | D3              | 30         | 13         | 11         | 6          | -               | -               | -               | -               | -               | -                  | -                  | -                  | -                  | -                  | -           | -           | -           | -           | -           | 30     | 13     | 11     | 6      | 43,33     |
| 1974-1975       | Auxerre         | D2              | 34         | 14         | 8          | 12         | CF              | 2               | 1               | 0               | 1               | -                  | -                  | -                  | -                  | -                  | -           | -           | -           | -           | -           | 36     | 15     | 8      | 13     | 41,67     |
| 1975-1976       | Auxerre         | D2              | 34         | 13         | 11         | 10         | CF              | 4               | 2               | 1               | 1               | -                  | -                  | -                  | -                  | -                  | -           | -           | -           | -           | -           | 38     | 15     | 12     | 11     | 39,47     |
| 1976-1977       | Auxerre         | D2              | 34         | 13         | 12         | 9          | CF              | 3               | 1               | 1               | 1               | -                  | -                  | -                  | -                  | -                  | -           | -           | -           | -           | -           | 37     | 14     | 13     | 10     | 37,84     |
| 1977-1978       | Auxerre         | D2              | 34         | 17         | 7          | 10         | CF              | 1               | 0               | 0               | 1               | -                  | -                  | -                  | -                  | -                  | -           | -           | -           | -           | -           | 35     | 17     | 7      | 11     | 48,57     |
| 1978-1979       | Auxerre         | D2              | 34         | 19         | 4          | 11         | CF              | 10              | 4               | 5               | 1               | -                  | -                  | -                  | -                  | -                  | -           | -           | -           | -           | -           | 44     | 23     | 9      | 12     | 52,27     |
| 1979-1980       | Auxerre         | D2              | 34+2       | 16+1       | 12         | 6+1        | CF              | 7               | 4               | 2               | 1               | -                  | -                  | -                  | -                  | -                  | -           | -           | -           | -           | -           | 43     | 21     | 14     | 8      | 48,84     |
| 1980-1981       | Auxerre         | D1              | 38         | 10         | 16         | 12         | CF              | 3               | 1               | 1               | 1               | -                  | -                  | -                  | -                  | -                  | -           | -           | -           | -           | -           | 41     | 11     | 17     | 13     | 26,83     |
| 1981-1982       | Auxerre         | D1              | 38         | 11         | 12         | 15         | CF              | 3               | 2               | 0               | 1               | -                  | -                  | -                  | -                  | -                  | CA          | 4           | 1           | 2           | 1           | 45     | 14     | 14     | 17     | 31,11     |
| 1982-1983       | Auxerre         | D1              | 38         | 12         | 14         | 12         | CF              | 1               | 0               | 0               | 1               | -                  | -                  | -                  | -                  | -                  | CA          | 4           | 0           | 3           | 1           | 43     | 12     | 17     | 14     | 27,91     |
| 1983-1984       | Auxerre         | D1              | 38         | 21         | 7          | 10         | CF              | 1               | 0               | 0               | 1               | -                  | -                  | -                  | -                  | -                  | CA          | 5           | 2           | 2           | 1           | 44     | 23     | 9      | 12     | 52,27     |
| 1984-1985       | Auxerre         | D1              | 38         | 18         | 11         | 9          | CF              | 1               | 0               | 1               | 0               | CU                 | 2                  | 0                  | 1                  | 1                  | CA          | 4           | 2           | 0           | 2           | 45     | 20     | 13     | 12     | 44,44     |
| 1985-1986       | Auxerre         | D1              | 38         | 16         | 9          | 13         | CF              | 7               | 5               | 1               | 1               | CU                 | 2                  | 1                  | 0                  | 1                  | CA          | 5           | 5           | 0           | 0           | 52     | 27     | 10     | 15     | 51,92     |
| 1986-1987       | Auxerre         | D1              | 38         | 17         | 13         | 8          | CF              | 5               | 3               | 1               | 1               | -                  | -                  | -                  | -                  | -                  | CA          | 4           | 3           | 1           | 0           | 47     | 23     | 15     | 9      | 48,94     |
| 1987-1988       | Auxerre         | D1              | 38         | 12         | 15         | 11         | CF              | 5               | 3               | 1               | 1               | CU                 | 2                  | 1                  | 0                  | 1                  | -           | -           | -           | -           | -           | 45     | 16     | 16     | 13     | 35,56     |
| 1988-1989       | Auxerre         | D1              | 38         | 18         | 9          | 11         | CF              | 9               | 6               | 1               | 2               | -                  | -                  | -                  | -                  | -                  | -           | -           | -           | -           | -           | 47     | 24     | 10     | 13     | 51,06     |
| 1989-1990       | Auxerre         | D1              | 38         | 14         | 13         | 11         | CF              | 2               | 1               | 0               | 1               | CU                 | 9                  | 5                  | 2                  | 2                  | -           | -           | -           | -           | -           | 49     | 20     | 15     | 14     | 40,82     |
| 1990-1991       | Auxerre         | D1              | 38         | 19         | 10         | 9          | CF              | 3               | 2               | 1               | 0               | -                  | -                  | -                  | -                  | -                  | -           | -           | -           | -           | -           | 41     | 21     | 11     | 9      | 51,22     |
| 1991-1992       | Auxerre         | D1              | 38         | 16         | 12         | 10         | CF              | 2               | 1               | 1               | 0               | CU                 | 4                  | 3                  | 0                  | 1                  | -           | -           | -           | -           | -           | 44     | 20     | 13     | 11     | 45,45     |
| 1992-1993       | Auxerre         | D1              | 38         | 18         | 7          | 13         | CF              | 1               | 0               | 0               | 1               | CU                 | 10                 | 6                  | 2                  | 2                  | -           | -           | -           | -           | -           | 49     | 24     | 9      | 16     | 48,98     |
| 1993-1994       | Auxerre         | D1              | 38         | 18         | 10         | 10         | CF              | 6               | 6               | 0               | 0               | CU                 | 2                  | 0                  | 1                  | 1                  | -           | -           | -           | -           | -           | 46     | 24     | 11     | 11     | 52,17     |
| 1994-1995       | Auxerre         | D1              | 38         | 15         | 17         | 6          | CF+CdL          | 3+1             | 1+0             | 1+0             | 1+1             | CdC                | 6                  | 2                  | 2                  | 2                  | -           | -           | -           | -           | -           | 48     | 18     | 20     | 10     | 37,50     |
| 1995-1996       | Auxerre         | D1              | 38         | 22         | 6          | 10         | CF+CdL          | 6+2             | 5+1             | 1+0             | 0+1             | CU                 | 4                  | 1                  | 2                  | 1                  | -           | -           | -           | -           | -           | 50     | 29     | 9      | 12     | 58,00     |
| 1996-1997       | Auxerre         | D1              | 38         | 17         | 10         | 11         | CF+CdL          | 3+1             | 1+0             | 1+0             | 1+1             | UCL                | 8                  | 4                  | 0                  | 4                  | -           | -           | -           | -           | -           | 50     | 22     | 11     | 17     | 44,00     |
| 1997-1998       | Auxerre         | D1              | 34         | 14         | 9          | 11         | CF+CdL          | 2+4             | 1+3             | 0+1             | 1+0             | Int.+CU            | 8+8                | 5+4                | 2+2                | 1+2                | -           | -           | -           | -           | -           | 56     | 27     | 14     | 15     | 48,21     |
| 1998-1999       | Auxerre         | D1              | 34         | 9          | 10         | 15         | CF+CdL          | 1+3             | 0+2             | 0+0             | 1+1             | -                  | -                  | -                  | -                  | -                  | -           | -           | -           | -           | -           | 38     | 11     | 10     | 17     | 28,95     |
| 1999-2000       | Auxerre         | D1              | 34         | 13         | 8          | 13         | CF+CdL          | 1+1             | 0+0             | 0+1             | 1+0             | -                  | -                  | -                  | -                  | -                  | -           | -           | -           | -           | -           | 36     | 13     | 9      | 14     | 36,11     |
| 2001-2002       | Auxerre         | D1              | 28         | 14         | 8          | 6          | -               | -               | -               | -               | -               | -                  | -                  | -                  | -                  | -                  | -           | -           | -           | -           | -           | 28     | 14     | 8      | 6      | 50,00     |
| 2002-2003       | Auxerre         | L1              | 38         | 18         | 10         | 10         | CF+CdL          | 6+1             | 5+0             | 1+0             | 0+1             | UCL+CU             | 8+4                | 3+1                | 2+0                | 3+3                | -           | -           | -           | -           | -           | 57     | 27     | 13     | 17     | 47,37     |
| 2003-2004       | Auxerre         | L1              | 38         | 19         | 8          | 11         | CF+CdL          | 3+4             | 2+3             | 0+1             | 1+0             | CU                 | 8                  | 4                  | 3                  | 1                  | SF          | 1           | 0           | 0           | 1           | 54     | 28     | 12     | 14     | 51,85     |
| 2004-2005       | Auxerre         | L1              | 38         | 14         | 10         | 14         | CF+CdL          | 6+3             | 6+1             | 0+2             | 0+0             | CU                 | 12                 | 6                  | 3                  | 3                  | -           | -           | -           | -           | -           | 59     | 27     | 15     | 17     | 45,76     |
| Totale Auxerre  | Totale Auxerre  | Totale Auxerre  | 1376+2     | 605+1      | 373        | 398+1      |                 | 129             | 73              | 27              | 29              |                    | 97                 | 46                 | 22                 | 29                 |             | 27          | 13          | 8           | 6           | 1631   | 738    | 430    | 463    | 45,25     |
| lug.-ago. 2007  | Lens            | L1              | 4          | 0          | 2          | 2          | CF+CdL          | 0               | 0               | 0               | 0               | Int.+CU            | 2+1                | 1+0                | 1+1                | 0+0                | -           | -           | -           | -           | -           | 7      | 1      | 4      | 2      | 14,29     |
| Totale carriera | Totale carriera | Totale carriera | 1382       | 606        | 375        | 401        |                 | 129             | 73              | 27              | 29              |                    | 100                | 47                 | 24                 | 29                 |             | 27          | 13          | 8           | 6           | 1638   | 739    | 434    | 465    | 45,11     |

## Palmarès

### Allenatore

#### Club

##### Competizioni nazionali
- Campionato francese di seconda divisione: 1

Auxerre: 1979-1980
- Coppa di Francia: 4

Auxerre: 1993-1994, 1995-1996, 2002-2003, 2004-2005
- Campionato francese: 1

Auxerre: 1995-1996

##### Competizioni internazionali
- Coppa delle Alpi: 2

Auxerre: 1985, 1987
- Coppa Intertoto UEFA: 1

Auxerre: 1997

#### Individuale
- Allenatore francese dell'anno: 3

1986, 1988, 1996
- Trophées UNFP du Football: 1

Miglior allenatore del campionato francese: 1996
- UEFA President's Award: 1

2000

## Altre attività
Guy Roux ha preso parte al film francese Una squadra da sogno di Thomas Sorriaux, interpretando il ruolo di uno dei due commentatori sportivi.